# Jesus Salud
Jesus Salud est un boxeur américain né le 3 mai 1963 à Sinait en Philippines.

## Carrière
Passé professionnel en 1983, il devient champion d'Amérique du Nord NABF des super-coqs le 28 février 1989 puis champion du monde WBA de la catégorie le 11 décembre 1989 après sa victoire par disqualification au 9e round de Juan Jose Estrada. Salud sera destitué de son titre après ce combat pour ne pas avoir affronté son challenger officiel, le colombien Luis Enrique Mendoza.
Redevenu champion NABF entre 1991 et 1994, il perdra lors de 5 championnats du monde avant de prendre sa retraite en 2002 sur un bilan de 63 victoires et 13 défaites.